# Duvall (Waszyngton)
Duvall – miasto w Stanach Zjednoczonych, w stanie Waszyngton, w hrabstwie King.